# Лято
Лятото е един от четирите сезона в умерения пояс, заедно с есента, зимата и пролетта. Астрономично то започва с лятното слънцестоене (около 21 юни в Северното полукълбо и 22 декември в Южното полукълбо) и свършва с есенното равноденствие (около 23 септември в Северното полукълбо и 22 март в Южното полукълбо). В метеорологията се използва различна конвенция – месеците юни, юли и август в Северното полукълбо и декември, януари и февруари в Южното полукълбо. Лятото е сезонът с най-високи температури. През 2025 г. астрономическото лято в Северното полукълбо започва на 21 юни в 05:42 ч. българско време.

## Причини
Лятото, както и останалите сезони, се дължат на наклона на земната ос, който е 23,5° спрямо орбиталната равнина, в която се движи Земята. Поради този наклон различни части на планетата са подложени на различно осветяване от страна на Слънцето. През лятото Северното или Южното полукълбо са максимално наклонени към Слънцето, вследствие на което слънчевото греене достига своя максимум, както и слънчевото излъчване. Астрономическото лято започва в деня на лятното слънцестоене, когато лъчите идващи под ъгъл 90 градуса падат върху Северната (около 22 юни) или Южната (около 21 декември) тропична окръжност. Поради факта, че повърхността е вече загрята от пролетния период и силната слънчева радиация, слънцето продължава да нагрява интензивно континенталната и водната повърхност. Съответно температурите достигат своя максимум за година, като някъде те надминават 40 °C, в някои екстремни случаи и до над 50 °C . Тези високи температури, в комбинация с увеличената динамика на атмосферата през лятото, създават доста опасни явления – купесто-дъждовни облаци, градушки с интензивни валежи и временно усилване на вятъра, мълнии, както и много опасно за земеделието, а и за здравето на хора при повишаване на атмосферното налягане устойчиво сухо и горещо време, задържащо се с дни. След средата на лятото с намаляване на слънчевата радиация и ъгъла на слънчевите лъчи температурите бележат трайна тенденция към понижаване, но все пак остават високи. Едва с доближаване на деня на есенното равноденствие – през месец септември за Северното и през месец март за Южното полукълбо, слънчевата радиация е вече незначителна, ъгълът на слънчевите лъчи намалява и достига стойности като тези от деня на пролетното равноденствие. Светлата част от денонощието се скъсява, а нощта се увеличава. Това води до охлаждане и започват прониквания на по-хладен въздух. Астрономическото лято завършва в деня на есенното равноденствие – в края на септември за Северното и края на март за Южното полукълбо. Тогава слънчевите лъчи идващи под ъгъл 90 градуса падат точно върху екватора и преминават на юг (след септември) или на север (след месец март) от него.

## В България
На територията на по-голямата част от България най-високите средно дневни температури са през юли, а по Черноморието и в планините – през август.
През лятото морската вода се затопля и туристите използват това затопляне за да посещават България за плаж. Затоплянето става когато слънцето е силно и открито напече водата, след което тя става топла. През зимата слънцето не е силно и водата е студена.